# Een teken van leven
Een teken van leven is een nummer van de Vlaamse band Mama's Jasje uit 1992. In 1996 werd het nummer gecoverd door de Nederlandse band De Kast, als tweede single van hun tweede Nederlandstalige album Niets te verliezen.
"Een teken van leven" in de originele versie van Mama's Jasje bereikte de 25e positie in de Vlaamse Radio 2 Top 30. De Kast scoorde vier jaar later met een live-versie van het nummer ook een hit in Nederland. Het kwam tot een bescheiden 31e positie in de Nederlandse Top 40 en betekende daarmee de doorbraak voor De Kast.